# Campionati europei di atletica leggera indoor 1989 - Marcia 3000 metri
La gara di marcia 3000 metri femminili dei campionati europei di atletica leggera indoor 1989 si è tenuta il 18 e il 19 febbraio.

## Risultati

### Batterie
Le prime 4 atlete di ciascuna batteria (Q) e le 4 atlete con i tempi migliori, tra quelle inizialmente escluse, (q) si qualificano per la finale.
| Pos. | Batteria | Nome                | Nazione          | Tempo    | Note                          |
| ---- | -------- | ------------------- | ---------------- | -------- | ----------------------------- |
| 1    | 2        | Ileana Salvador     | Italia           | 13'08"87 | Q                             |
| 2    | 2        | Beate Anders        | Germania Est     | 13'08"93 | Q                             |
| 3    | 2        | Monica Gunnarsson   | Svezia           | 13'09"45 | Q                             |
| 4    | 2        | Dana Vavřačová      | Cecoslovacchia   | 13'09"90 | Q                             |
| 5    | 2        | Olga Sánchez        | Spagna           | 13'10"85 | q                             |
| 6    | 2        | Andrea Brückmann    | Germania Ovest   | 13'11"29 | q                             |
| 7    | 1        | María Reyes Sobrino | Spagna           | 13'26"71 | Q                             |
| 8    | 1        | Anikó Szebenszky    | Ungheria         | 13'27"10 | Q                             |
| 9    | 1        | Andrea Alföldi      | Ungheria         | 13'27"12 | Q                             |
| 10   | 1        | Erica Alfridi       | Italia           | 13'28"06 | Q                             |
| 11   | 1        | Alina Ivanova       | Unione Sovietica | 13'31"32 | q                             |
| 12   | 1        | Valeria Todorova    | Bulgaria         | 13'52"10 | q                             |
| 13   | 1        | Kristin Andreassen  | Norvegia         | 13'53"53 | Miglior prestazione personale |
| 14   | 2        | Anita Blomberg      | Norvegia         | 14'06"21 | Miglior prestazione personale |
|      | 1        | Karin Jensen        | Danimarca        | dnf      |                               |
|      | 2        | Atanaska Dzhivkova  | Bulgaria         | dq       |                               |
|      | 2        | Mária Urbanik-Rosza | Ungheria         | dq       |                               |

### Finale
| Pos. | Nome                | Nazione          | Tempo    | Note                                     |
| ---- | ------------------- | ---------------- | -------- | ---------------------------------------- |
| 1    | Beate Anders        | Germania Est     | 12'21"91 | Record dei campionati                    |
| 2    | Ileana Salvador     | Italia           | 12'32"40 |                                          |
| 3    | María Reyes Sobrino | Spagna           | 12'39"50 |                                          |
| 4    | Dana Vavřačová      | Cecoslovacchia   | 12'42"00 |                                          |
| 5    | Olga Sánchez        | Spagna           | 12'43"49 |                                          |
| 6    | Andrea Alföldi      | Ungheria         | 12'43"62 |                                          |
| 7    | Anikó Szebenszky    | Ungheria         | 12'44"37 |                                          |
| 8    | Monica Gunnarsson   | Svezia           | 12'54"52 | Miglior prestazione personale            |
| 9    | Andrea Brückmann    | Germania Ovest   | 12'57"07 | Miglior prestazione personale stagionale |
| 10   | Alina Ivanova       | Unione Sovietica | 12'57"36 | Miglior prestazione personale stagionale |
| 11   | Erica Alfridi       | Italia           | 13'04"71 | Miglior prestazione personale stagionale |
| 12   | Valeria Todorova    | Bulgaria         | 13'06"68 | Miglior prestazione personale            |